# 広光秀国
広光 秀国（ひろみつ ひでくに、1909年（明治42年）6月1日 - 1995年（平成7年）1月4日）は、日本の剣道家（範士九段）。

## 剣道暦
明治神宮大会 2回出場。国民体育大会 2回出場。大日本東西対抗剣道大会出場6回。日本剣道親善使節団団員として渡米。ハワイ日本人移民100年記念剣道大会に出場。

## 年譜
- 1909年（明治42年）6月、生れる。
- 1931年（昭和 6年）、大日本武道専門学校卒。
- 1940年（昭和15年）、武徳会紀元2600年記念剣道大会特選試合出場。
- 1956年（昭和31年）、福岡市立高取中学校校長、福岡市立三筑中学校校長。
- 1963年（昭和38年）、九州管区警察学校教授。
- 1968年（昭和43年）、明治100年記念剣道大会出場。
- 1971年（昭和46年）、著書『剣道必携』（日本剣道新聞社刊）。
- 1975年（昭和50年）、剣道理念委員。